# NGC 789
NGC 789 (również PGC 7760 lub UGC 1520) – galaktyka spiralna (Sd), znajdująca się w gwiazdozbiorze Trójkąta. Odkrył ją Heinrich Louis d’Arrest 24 sierpnia 1865 roku.
W galaktyce tej zaobserwowano supernową SN 2004ad.